# 1972年ベルギーグランプリ
1972年ベルギーグランプリ (英: 1972 Belgian Grand Prix) は、1972年のF1世界選手権第5戦として、1972年6月4日にニヴェルで開催された。
レースは85周で行われ、ポールポジションからスタートしたロータスのエマーソン・フィッティパルディが優勝した。ティレルのフランソワ・セベールが2位、マクラーレンのデニス・ハルムが3位となった。

## 背景
1970年までベルギーGPが開催されていたスパ・フランコルシャンはF1マシンにはあまりにも危険すぎると考えられたため、ブリュッセル近郊のニヴェル・ボレールに舞台を移した。

## レース前
本レースの前週5月29日にオウルトン・パークで開催された非選手権レースのインターナショナル・ゴールドカップは、マクラーレンのデニス・ハルムが優勝した。BRMのレイネ・ウィセルはこのレースで指を骨折した。

## エントリー

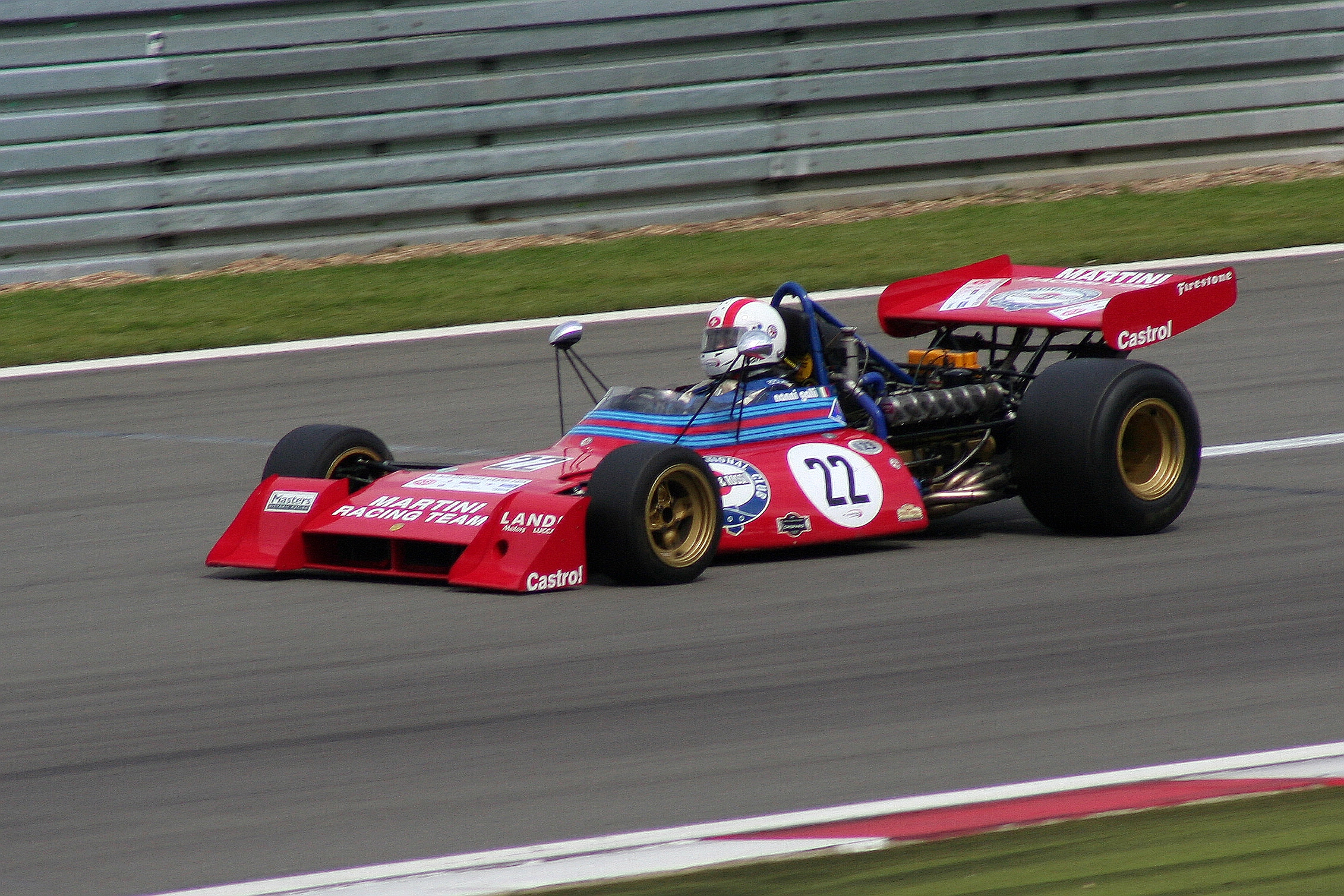
テクノ・PA123

ジャッキー・スチュワートはチャンピオンとしての多忙な日々や精神的重圧により胃潰瘍を患い、医師からドクターストップがかかったため本レースを欠場しなければならなかった。スチュワートの欠場によりティレルはフランソワ・セベールのみが参加した。BRMは負傷したレイネ・ウィセルに代わり、ヴァーン・シュパンを起用した。ブラバムはカルロス・ロイテマンが足首の負傷から復帰したが、まだ足を引きずっていたため、ロイテマンの代走を務めていたウィルソン・フィッティパルディはそのまま留まり3台体制とした。以降、グラハム・ヒルとロイテマンがBT37を、W.フィッティパルディはBT34を主に走らせることになる。
本レースからイタリアのテクノがF1への参戦を開始した。自製の水平対向12気筒エンジンが搭載され、タイトルスポンサーであるマルティーニのストライプが描かれたPA123をナンニ・ギャリが走らせる。

### エントリーリスト
| チーム                                             | No. | ドライバー                     | コンストラクター | シャシー | エンジン                         | タイヤ |
| -------------------------------------------------- | --- | ------------------------------ | ---------------- | -------- | -------------------------------- | ------ |
| エキップ・マトラ・スポール                         | 5   | クリス・エイモン               | マトラ           | MS120C   | マトラ MS72 3.0L V12             | G      |
| チーム・アイフェラント・キャラバンズ               | 6   | ロルフ・シュトメレン           | アイフェラント   | E21      | フォード・コスワース DFV 3.0L V8 | G      |
| エルフ・チーム・ティレル                           | 7   | ジャッキー・スチュワート 1     | ティレル         | 003      | フォード・コスワース DFV 3.0L V8 | G      |
| エルフ・チーム・ティレル                           | 8   | フランソワ・セベール           | ティレル         | 002      | フォード・コスワース DFV 3.0L V8 | G      |
| ヤードレー・チーム・マクラーレン                   | 9   | デニス・ハルム                 | マクラーレン     | M19C     | フォード・コスワース DFV 3.0L V8 | G      |
| ヤードレー・チーム・マクラーレン                   | 10  | ピーター・レブソン             | マクラーレン     | M19A     | フォード・コスワース DFV 3.0L V8 | G      |
| STP・マーチ・レーシングチーム                      | 11  | ロニー・ピーターソン           | マーチ           | 721X     | フォード・コスワース DFV 3.0L V8 | G      |
| STP・マーチ・レーシングチーム                      | 12  | ニキ・ラウダ                   | マーチ           | 721X     | フォード・コスワース DFV 3.0L V8 | G      |
| クラーク＝モーダウント＝ガスリー・レーシング       | 14  | マイク・ボイトラー             | マーチ           | 721G     | フォード・コスワース DFV 3.0L V8 | F      |
| チーム・ウィリアムズ・モチュール                   | 15  | アンリ・ペスカロロ             | マーチ           | 721      | フォード・コスワース DFV 3.0L V8 | G      |
| チーム・ウィリアムズ・モチュール                   | 16  | カルロス・パーチェ             | マーチ           | 711      | フォード・コスワース DFV 3.0L V8 | G      |
| モーターレーシング・ディベロップメンツ・リミテッド | 17  | グラハム・ヒル                 | ブラバム         | BT37     | フォード・コスワース DFV 3.0L V8 | G      |
| モーターレーシング・ディベロップメンツ・リミテッド | 19  | カルロス・ロイテマン           | ブラバム         | BT37     | フォード・コスワース DFV 3.0L V8 | G      |
| モーターレーシング・ディベロップメンツ・リミテッド | 18  | ウィルソン・フィッティパルディ | ブラバム         | BT34     | フォード・コスワース DFV 3.0L V8 | G      |
| マルティーニ・レーシングチーム                     | 21  | デレック・ベル 2               | テクノ           | PA123/3  | テクノ シリーズP 3.0L F12        | F      |
| マルティーニ・レーシングチーム                     | 22  | ナンニ・ギャリ                 | テクノ           | PA123/3  | テクノ シリーズP 3.0L F12        | F      |
| マールボロ・BRM                                    | 23  | ジャン＝ピエール・ベルトワーズ | BRM              | P160B    | BRM P142 3.0L V12                | F      |
| マールボロ・BRM                                    | 24  | ピーター・ゲシン               | BRM              | P160B    | BRM P142 3.0L V12                | F      |
| マールボロ・BRM                                    | 25  | ハウデン・ガンレイ             | BRM              | P160B    | BRM P142 3.0L V12                | F      |
| マールボロ・BRM                                    | 26  | ヴァーン・シュパン             | BRM              | P153B    | BRM P142 3.0L V12                | F      |
| マールボロ・BRM                                    | 28  | レイネ・ウィセル 3             | BRM              | P153     | BRM P142 3.0L V12                | F      |
| オーストリア・マールボロ・BRM                      | 27  | ヘルムート・マルコ             | BRM              | P153B 4  | BRM P142 3.0L V12                | F      |
| スクーデリア・フェラーリ SpA SEFAC                 | 29  | ジャッキー・イクス             | フェラーリ       | 312B2    | フェラーリ 001/1 3.0L F12        | F      |
| スクーデリア・フェラーリ SpA SEFAC                 | 30  | クレイ・レガツォーニ           | フェラーリ       | 312B2    | フェラーリ 001/1 3.0L F12        | F      |
| スクーデリア・フェラーリ SpA SEFAC                 | 31  | マリオ・アンドレッティ 5       | フェラーリ       | 312B2    | フェラーリ 001/1 3.0L F12        | F      |
| ジョン・プレイヤー・チーム・ロータス               | 32  | エマーソン・フィッティパルディ | ロータス         | 72D      | フォード・コスワース DFV 3.0L V8 | F      |
| ジョン・プレイヤー・チーム・ロータス               | 33  | デビッド・ウォーカー           | ロータス         | 72D      | フォード・コスワース DFV 3.0L V8 | F      |
| ブルックボンド・オクソ・チーム・サーティース       | 34  | マイク・ヘイルウッド           | サーティース     | TS9B     | フォード・コスワース DFV 3.0L V8 | F      |
| チーム・サーティース                               | 35  | ティム・シェンケン             | サーティース     | TS9B     | フォード・コスワース DFV 3.0L V8 | F      |
| チェラミカ・パニョッシン・チーム・サーティース     | 36  | アンドレア・デ・アダミッチ     | サーティース     | TS9B     | フォード・コスワース DFV 3.0L V8 | F      |
| ソース:                                            |     |                                |                  |          |                                  |        |

追記
- ^1 - スチュワートは胃潰瘍により欠場[4]
- ^2 - ベルはマシンが準備できず欠場[9]
- ^3 - ウィセルは負傷のため欠場[3]
- ^4 - マルコは当初P160Bで参加したが、ゲシンが自身のP160Bを破損させたため、マルコのP160Bをゲシンに明け渡してシュパンのP153Bを使用した[5]
- ^5 - アンドレッティはエントリーのみ[9]

## 予選
エマーソン・フィッティパルディがクレイ・レガツォーニに0.15秒差で2戦連続のポールポジションを獲得した。この2人とデニス・ハルムがフロントローに並んだ。2列目にはジャッキー・イクスとフランソワ・セベール、3列目にはジャン＝ピエール・ベルトワーズ、ピーター・レブソン、マイク・ヘイルウッドが並ぶ。ここまでの8台がE.フィッティパルディと1秒以内であった。4列目のカルロス・ロイテマンとアンドレア・デ・アダミッチまでがトップ10に入った。ウィリアムズで古いマーチ・711を走らせるカルロス・パーチェが11番手に入る素晴らしいパフォーマンスを見せた一方、ワークス・マーチ勢は悲惨な状況で、ロニー・ピーターソンは14番手、ニキ・ラウダは最後尾の25番手に終わった。
ピーター・ゲシンはコースアウトした際に自身のBRM・P160Bを壊してしまい、ヘルムート・マルコが使用していたP160Bをゲシンに与え、マルコにはヴァーン・シュパンが使用していたP153Bが与えられた。これにより、シュパンは以後のセッションに出走できなくなった。

### 予選結果
| 順位    | No. | ドライバー                     | コンストラクター        | タイム  | 差    | グリッド |
| ------- | --- | ------------------------------ | ----------------------- | ------- | ----- | -------- |
| 1       | 32  | エマーソン・フィッティパルディ | ロータス-フォード       | 1:11.43 | -     | 1        |
| 2       | 30  | クレイ・レガツォーニ           | フェラーリ              | 1:11.58 | +0.15 | 2        |
| 3       | 9   | デニス・ハルム                 | マクラーレン-フォード   | 1:11.80 | +0.37 | 3        |
| 4       | 29  | ジャッキー・イクス             | フェラーリ              | 1:11.84 | +0.41 | 4        |
| 5       | 8   | フランソワ・セベール           | ティレル-フォード       | 1:11.93 | +0.50 | 5        |
| 6       | 23  | ジャン＝ピエール・ベルトワーズ | BRM                     | 1:12.12 | +0.69 | 6        |
| 7       | 10  | ピーター・レブソン             | マクラーレン-フォード   | 1:12.19 | +0.76 | 7        |
| 8       | 34  | マイク・ヘイルウッド           | サーティース-フォード   | 1:12.35 | +0.92 | 8        |
| 9       | 19  | カルロス・ロイテマン           | ブラバム-フォード       | 1:12.50 | +1.07 | 9        |
| 10      | 36  | アンドレア・デ・アダミッチ     | サーティース-フォード   | 1:12.54 | +1.11 | 10       |
| 11      | 16  | カルロス・パーチェ             | マーチ-フォード         | 1:12.64 | +1.21 | 11       |
| 12      | 33  | デビッド・ウォーカー           | ロータス-フォード       | 1:12.76 | +1.33 | 12       |
| 13      | 5   | クリス・エイモン               | マトラ                  | 1:12.80 | +1.37 | 13       |
| 14      | 11  | ロニー・ピーターソン           | マーチ-フォード         | 1:13.00 | +1.57 | 14       |
| 15      | 25  | ハウデン・ガンレイ             | BRM                     | 1:13.01 | +1.58 | 15       |
| 16      | 17  | グラハム・ヒル                 | ブラバム-フォード       | 1:13.10 | +1.67 | 16       |
| 17      | 24  | ピーター・ゲシン               | BRM                     | 1:13.15 | +1.72 | 17       |
| 18      | 18  | ウィルソン・フィッティパルディ | ブラバム-フォード       | 1:13.20 | +1.77 | 18       |
| 19      | 15  | アンリ・ペスカロロ             | マーチ-フォード         | 1:13.40 | +1.97 | 19       |
| 20      | 6   | ロルフ・シュトメレン           | アイフェラント-フォード | 1:13.43 | +2.00 | 20       |
| 21      | 35  | ティム・シェンケン             | サーティース-フォード   | 1:13.60 | +2.17 | 21       |
| 22      | 14  | マイク・ボイトラー             | マーチ-フォード         | 1:13.70 | +2.27 | 22       |
| 23      | 27  | ヘルムート・マルコ             | BRM                     | 1:14.10 | +2.67 | 23       |
| 24      | 22  | ナンニ・ギャリ                 | テクノ                  | 1:14.60 | +3.17 | 24       |
| 25      | 12  | ニキ・ラウダ                   | マーチ-フォード         | 1:16.50 | +5.07 | 25       |
| 26      | 26  | ヴァーン・シュパン             | BRM                     | 1:16.90 | +5.47 | DNS 1    |
| ソース: |     |                                |                         |         |       |          |

追記
- ^1 - シュパンはマシンをマルコに譲ったため決勝に出走せず[5]

## 決勝
クレイ・レガツォーニが好スタートを切ってリードを奪った。エマーソン・フィッティパルディとジャッキー・イクスがレガツォーニを追い、デニス・ハルム、フランソワ・セベール、マイク・ヘイルウッド、ジャン＝ピエール・ベルトワーズが続く。その後方でアンドレア・デ・アダミッチがピーター・レブソンと接触したことにより、大きな差が開いた。カルロス・ロイテマンもギアレバーにトラブルが発生していた。
序盤はレガツォーニが先行していたが、9周目にE.フィッティパルディがレガツォーニを抜いて引き離していく。12周目にはセベールがハルムの前に出て、26周目にイクスがスロットルのトラブルでストップするとセベールは3位となり、レガツォーニとの2位争いに加わることになった。セベールは31周目にレガツォーニを抜いて2位に浮上した。レガツォーニは58周目まで3位をキープしていたが、周回遅れのナンニ・ギャリを抜く際に接触して両者リタイアとなった。これでクリス・エイモンは3位に浮上したが、いつものように運に恵まれず、77周目には燃料ポンプの不調によりピットインを余儀なくされた。
E.フィッティパルディはレースを支配して今季2勝目を挙げた。セベールは2位に入賞し、ようやく今季初ポイントを獲得した。ハルムは3位表彰台を獲得し、4位のヘイルウッドも今季初ポイントを獲得した。ウィリアムズでマーチの旧型711を駆るカルロス・パーチェが5位と健闘し、またしても不運に見舞われたエイモンは6位でフィニッシュした。
優勝したE.フィッティパルディはポイントを28点とし、2位のハルムに9点差、イクスに12点差、胃潰瘍で欠場したジャッキー・スチュワートには16点の差を付け、ドライバーズチャンピオン争いでも一歩抜け出した。コンストラクターズチャンピオン争いも28点のロータスがマクラーレンに5点、フェラーリに9点、ティレルに10点の差を付けて頭一つリードした。

### レース結果
| 順位    | No. | ドライバー                     | コンストラクター        | 周回数 | タイム/リタイア原因  | グリッド | ポイント |
| ------- | --- | ------------------------------ | ----------------------- | ------ | -------------------- | -------- | -------- |
| 1       | 32  | エマーソン・フィッティパルディ | ロータス-フォード       | 85     | 1:44:07.3            | 1        | 9        |
| 2       | 8   | フランソワ・セベール           | ティレル-フォード       | 85     | +26.6                | 5        | 6        |
| 3       | 9   | デニス・ハルム                 | マクラーレン-フォード   | 85     | +58.1                | 3        | 4        |
| 4       | 34  | マイク・ヘイルウッド           | サーティース-フォード   | 85     | +1:12.0              | 8        | 3        |
| 5       | 16  | カルロス・パーチェ             | マーチ-フォード         | 84     | +1 Lap               | 11       | 2        |
| 6       | 5   | クリス・エイモン               | マトラ                  | 84     | +1 Lap               | 13       | 1        |
| 7       | 10  | ピーター・レブソン             | マクラーレン-フォード   | 83     | +2 Laps              | 7        |          |
| 8       | 25  | ハウデン・ガンレイ             | BRM                     | 83     | +2 Laps              | 15       |          |
| 9       | 11  | ロニー・ピーターソン           | マーチ-フォード         | 83     | +2 Laps              | 14       |          |
| 10      | 27  | ヘルムート・マルコ             | BRM                     | 83     | +2 Laps              | 23       |          |
| 11      | 6   | ロルフ・シュトメレン           | アイフェラント-フォード | 83     | +2 Laps              | 20       |          |
| 12      | 12  | ニキ・ラウダ                   | マーチ-フォード         | 82     | +3 Laps              | 25       |          |
| 13      | 19  | カルロス・ロイテマン           | ブラバム-フォード       | 81     | +4 Laps              | 9        |          |
| 14      | 33  | デビッド・ウォーカー           | ロータス-フォード       | 79     | +6 Laps              | 12       |          |
| Ret     | 17  | グラハム・ヒル                 | ブラバム-フォード       | 73     | サスペンション       | 16       |          |
| NC      | 15  | アンリ・ペスカロロ             | マーチ-フォード         | 59     | 規定周回数不足       | 19       |          |
| Ret     | 30  | クレイ・レガツォーニ           | フェラーリ              | 57     | アクシデント         | 2        |          |
| Ret     | 36  | アンドレア・デ・アダミッチ     | サーティース-フォード   | 55     | エンジン             | 10       |          |
| Ret     | 22  | ナンニ・ギャリ                 | テクノ                  | 54     | アクシデント         | 24       |          |
| Ret     | 29  | ジャッキー・イクス             | フェラーリ              | 47     | 燃料噴射装置         | 4        |          |
| Ret     | 14  | マイク・ボイトラー             | マーチ-フォード         | 31     | ハーフシャフト       | 22       |          |
| Ret     | 18  | ウィルソン・フィッティパルディ | ブラバム-フォード       | 28     | ギアボックス         | 18       |          |
| Ret     | 24  | ピーター・ゲシン               | BRM                     | 27     | 燃料ポンプ           | 17       |          |
| Ret     | 23  | ジャン＝ピエール・ベルトワーズ | BRM                     | 15     | オーバーヒート       | 6        |          |
| Ret     | 35  | ティム・シェンケン             | サーティース-フォード   | 11     | オーバーヒート       | 21       |          |
| DNS     | 26  | ヴァーン・シュパン             | BRM                     |        | マシンをマルコに譲る |          |          |
| ソース: |     |                                |                         |        |                      |          |          |

優勝者エマーソン・フィッティパルディの平均速度
182.423 km/h (113.352 mph)
ファステストラップ
- クリス・エイモン - 1:12.12 (66周目)

ラップリーダー
太字は最多ラップリーダー
- クレイ・レガツォーニ - 8周 (1-8)
- エマーソン・フィッティパルディ - 77周 (9-85)

達成された主な記録
- ドライバー
  - 初エントリー: ヴァーン・シュパン - 決勝に出走せず[15]
  - 最終完走: ヘルムート・マルコ[16]
- コンストラクター
  - 初出走: テクノ[17]
- エンジン
  - 初出走: テクノ[18]

## 第5戦終了時点のランキング
|         | 順位 | ドライバー                     | ポイント |
| ------- | ---- | ------------------------------ | -------- |
|         | 1    | エマーソン・フィッティパルディ | 28       |
| 1       | 2    | デニス・ハルム                 | 19       |
| 1       | 3    | ジャッキー・イクス             | 16       |
|         | 4    | ジャッキー・スチュワート       | 12       |
|         | 5    | ジャン＝ピエール・ベルトワーズ | 9        |
| ソース: |      |                                |          |

|         | 順位 | コンストラクター      | ポイント |
| ------- | ---- | --------------------- | -------- |
|         | 1    | ロータス-フォード     | 28       |
|         | 2    | マクラーレン-フォード | 23       |
|         | 3    | フェラーリ            | 19       |
|         | 4    | ティレル-フォード     | 18       |
|         | 5    | BRM                   | 9        |
| ソース: |      |                       |          |

- 注:  トップ5のみ表示。前半6戦のうちベスト5戦及び後半6戦のうちベスト5戦がカウントされる。